# Cratena peregrina
Cratena peregrina (Gmelin, 1791) è un mollusco nudibranco appartenente alla famiglia Facelinidae.

## Descrizione
Il corpo, lungo fino a 5 centimetri, è di colore bianco-giallo opaco o parzialmente traslucido, con cerata appariscenti, più o meno abbondanti, di colore arancio, viola-blu verso la parte terminale. I rinofori sono dello stesso colore del corpo alla base, poi arancio. Sono presenti due macchie arancio davanti ai rinofori e due lunghi tentacoli orali al di sotto di essi.

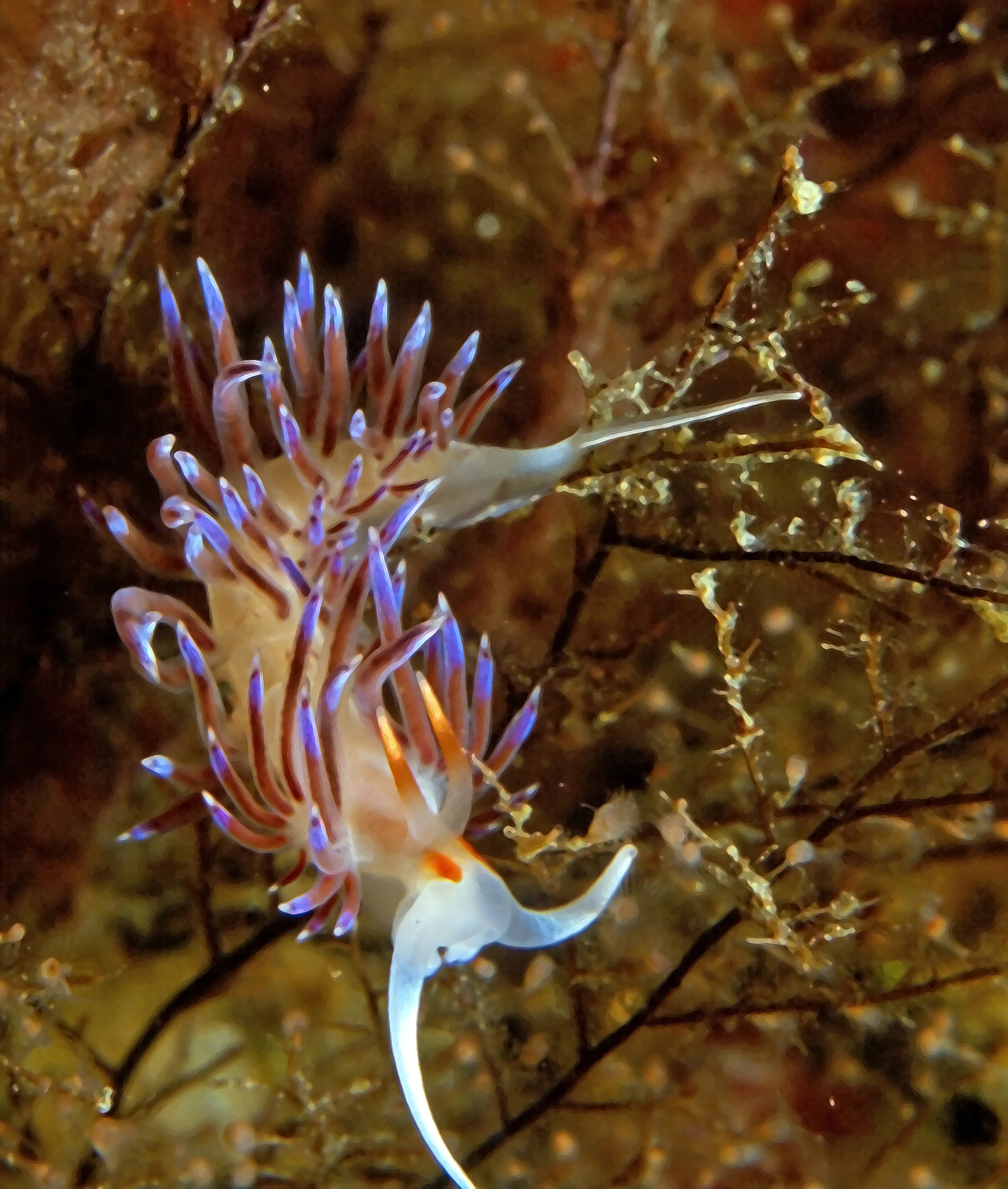
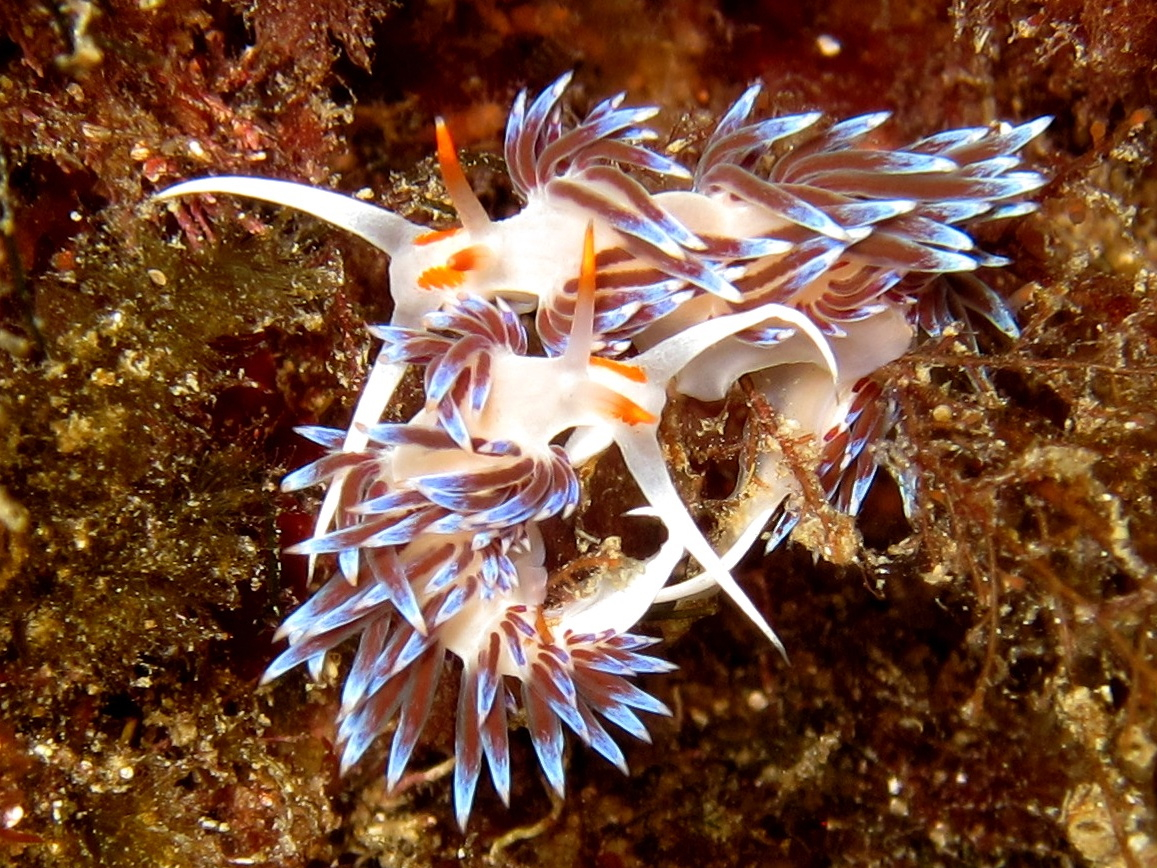
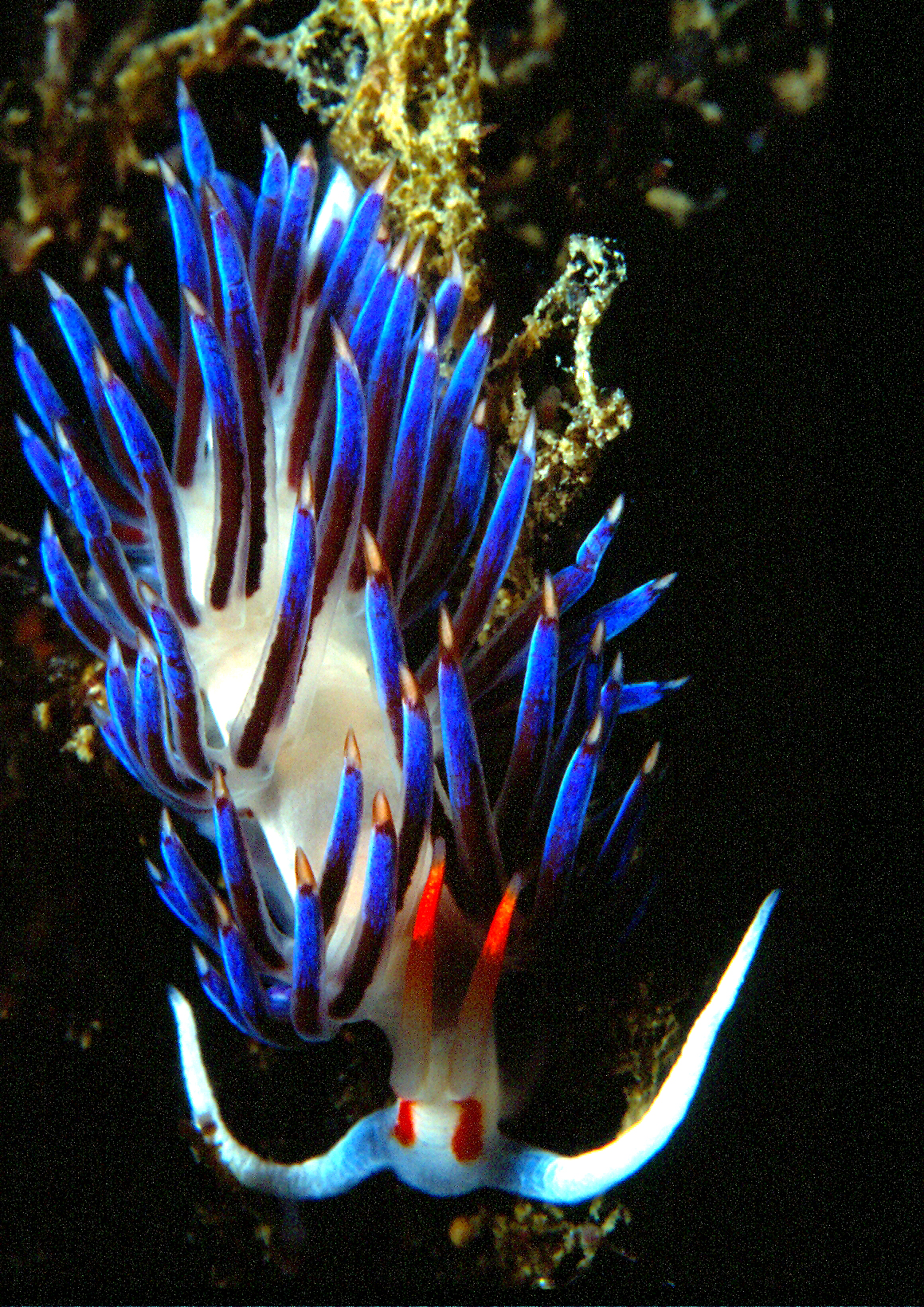

## Biologia
Si nutre di idrozoi del genene Eudendrium (Eudendrium racemosum, Eudendrium rameum, Eudendrium ramosum), su cui posa le ovature, ma anche di Aiptasia variabilis, del genere Corydendrium o di Pennaria cavolinii. Spesso reperibile assieme al nudibranco Flabellina affinis.
C. peregrina è segnalata come piuttosto aggressiva nei confronti dei propri simili e di altre specie.
La difesa avviene tramite gli cnidosacchi posti al termine dei cerata, dove C. peregrina immagazzina gli cnidoblasti dell'idroide Eudendrium. Se minacciata erige i cerata verso il possibile nemico per allontanarlo.

## Distribuzione e habitat
La specie è endemica del mar Mediterraneo, ma è presente anche in Danimarca e nel mare del Nord, molto comune fino a 30 metri di profondità su fondali rocciosi, caratterizzati spesso da coralligeno, o tra Posidonia oceanica. Spesso molto abbondante in alcune zone.